# Kocher (rzeka)

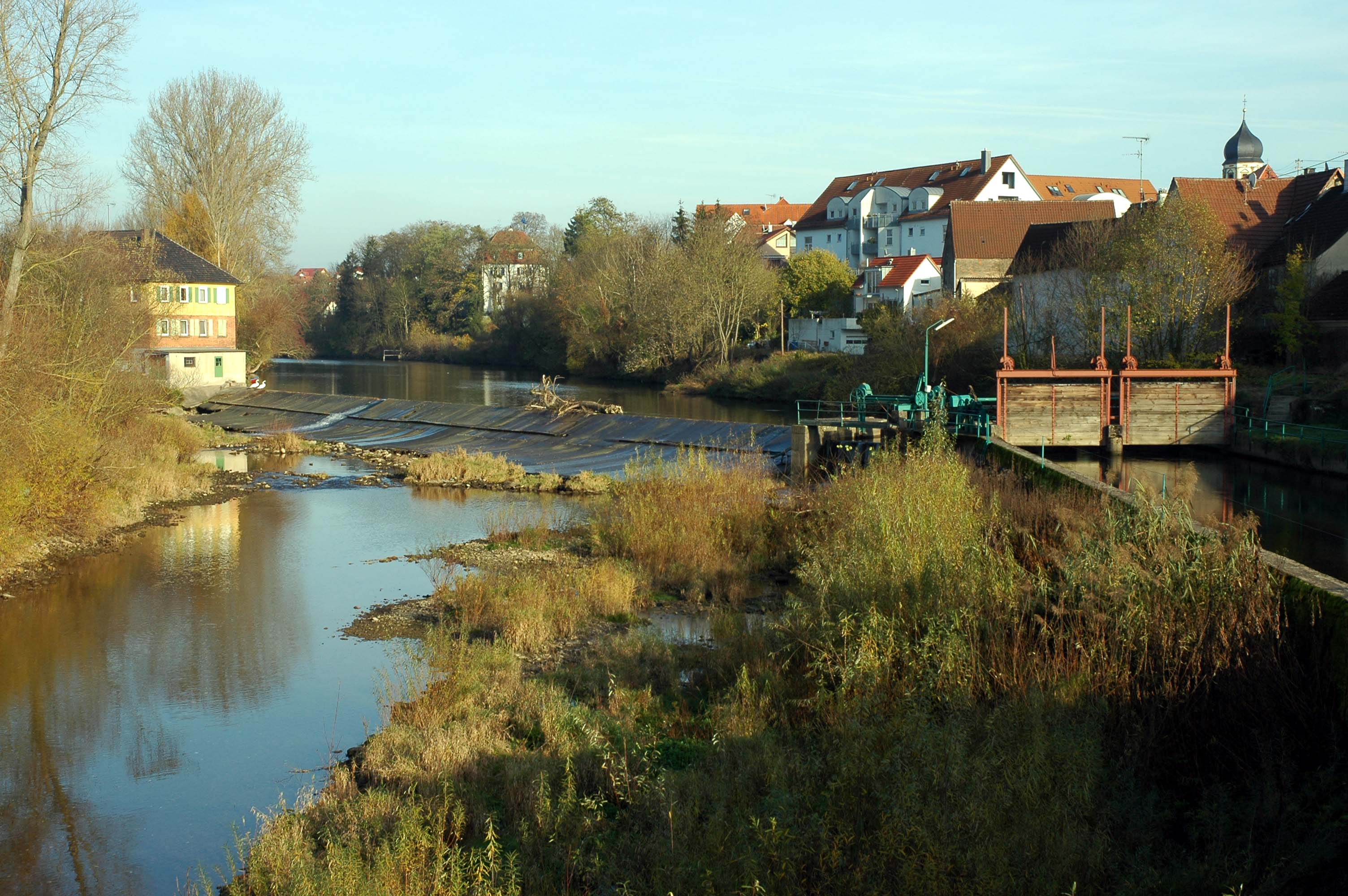
Rzeka w okolicach Oedheim

Kocher – rzeka w Niemczech o długości 182 km, prawy dopływ rzeki Neckar w północno-wschodniej Badenii-Wirtembergii. Nazwa Kocher pochodzi od celtyckiego cochan, co oznacza kręta.